# Norge (Oklahoma)
Norge és un poble dels Estats Units a l'estat d'Oklahoma. Segons el cens del 2000 tenia 82 habitants.

## Demografia
Segons el cens del 2000, Norge tenia 82 habitants, 29 habitatges, i 24 famílies. La densitat de població era de 316,6 habitants per km².
Dels 29 habitatges en un 44,8% hi vivien nens de menys de 18 anys, en un 69% hi vivien parelles casades, en un 13,8% dones solteres, i en un 13,8% no eren unitats familiars. En el 13,8% dels habitatges hi vivien persones soles el 10,3% de les quals corresponia a persones de 65 anys o més que vivien soles. El nombre mitjà de persones vivint en cada habitatge era de 2,83 i el nombre mitjà de persones que vivien en cada família era de 3,08.
Per edats la població es repartia de la següent manera: un 31,7% tenia menys de 18 anys, un 9,8% entre 18 i 24, un 32,9% entre 25 i 44, un 13,4% de 45 a 60 i un 12,2% 65 anys o més.
L'edat mediana era de 34 anys. Per cada 100 dones de 18 o més anys hi havia 100 homes.
La renda mediana per habitatge era de 48.750 $ i la renda mediana per família de 48.750 $. Els homes tenien una renda mediana de 30.833 $ mentre que les dones 24.375 $. La renda per capita de la població era de 13.567 $. Entorn del 7,7% de les famílies i el 8% de la població estaven per davall del llindar de pobresa.

## Poblacions més properes
El següent diagrama mostra les poblacions més properes.